# チャンフンダオ通り
チャンフンダオ通り（ベトナム語：Đường Trần Hưng Đạo / 塘陳興道）は、ベトナムの都市によく見られる通りの名前。ここではホーチミン市にある通りについて記述する。モンゴル軍の3度に渡る侵略を退けた国民的英雄陳興道 (チャン・フン・ダオ) 将軍にちなんで名づけられた。
市内交通の中心であるベンタイン市場前とチョロン地区を結んでいる。通り沿いにはチャンフンダオ廟があるが、有名なチャンフンダオの銅像は、この通り沿いでは無くサイゴン川沿いのメリン広場にある。

## 交差する道路
- ファングーラオ通り
- デタム通り
- ハムギー通り
- リータイトー通り

## 通り沿いの施設等
- ベンタイン市場
- チョロン地区
- ビンタイ市場